# Wolfgang Seewald
Wolfgang Seewald (* 28. Dezember 1949; † 8. April 2021) war ein deutscher Fußballtorwart. Für die Armeesportgemeinschaft ASG Vorwärts Löbau und die Betriebssportgemeinschaft BSG Fortschritt Bischofswerda spielte er in den 1970er und 1980er Jahren in der DDR-Liga, der zweithöchsten Liga im DDR-Fußball.

## Sportliche Laufbahn
Bis 1968 spielte Wolfgang Seewald als Torwart bei der BSG Empor Löbau, zuletzt in der viertklassigen Bezirksklasse Dresden. Danach wurde er zum Wehrdienst in der Nationalen Volksarmee eingezogen, konnte aber beim Löbauer Ortsrivalen ASG Vorwärts in der drittklassigen Bezirksliga weiter Fußball spielen. Nachdem die ASG 1971 in die DDR-Liga aufgestiegen war, bestritt Seewald 22-jährig 1971/72 für Vorwärts Löbau seine erste DDR-Liga-Saison. Er wurde zwar als erster Torwart eingestuft, tatsächlich konnte er sich gegenüber seinem Kontrahenten Gerold Bellmann nicht durchsetzen und kam nur fünfmal in der DDR-Liga zum Einsatz. Als Bellmann 1972 aus dem Militärdienst entlassen wurde und Löbau verlassen hatte, sicherte sich Seewald einen Stammplatz im Tor der ASG Vorwärts, indem er alle 22 Punktspiele bestritt. Dies war auch 1973/74 der Fall, zudem tat sich Seewald in jeder Spielzeit mit je einem Treffer als sicherer Elfmeterschütze hervor. Anschließend stiegen die Armeefußballer aus der DDR-Liga ab, und Seewald spielte mit der ASG zunächst wieder in der Bezirksliga.
Zur Saison 1976/77 schloss sich Seewald dem DDR-Liga-Aufsteiger Fortschritt Bischofswerda an. Dort sollte er im Tor die Nummer zwei hinter dem fünf Jahre älteren Josef Hänsel sein, jedoch hatte dieser gegen Seewald keine Chance, der in allen 20 Ligaspielen eingesetzt wurde. Auch in den folgenden beiden Spielzeiten bestritt Seewald alle Ligaspiele, fehlte danach aber 1979/80 fünf- und 1980/81 sogar 14-mal. Zu alter Stärke zurückgekehrt kam er von 1981/82 bis 1984/85 bei 100 ausgetragenen Punktspielen 83-mal zum Einsatz. Zur Saison 1985/86 berief die BSG Fortschritt Seewald noch einmal als zweiten Torwart hinter Jörg Klimpel in den Ligakader. Er wurde aber nicht mehr eingesetzt, sodass es für den 36-Jährigen bei insgesamt 172 DDR-Liga-Einsätzen blieb. Daneben bestritt er für die ASG Vorwärts zwei und für die BSG Fortschritt vier Spiele im DDR-Fußball-Pokal.